# Dativ
Dativ (lat. dare, datum = dati, dan) treći je od sedam padeža hrvatskoga jezika te jedan od padeža mnogih slavenskih jezika, a i nekih drugih indoeuropskih jezika. Dativ najčešće ima službu daljeg objekta u rečenici. To je padež namjene i cilja, a odgovara na pitanja komu? ili čemu?

## U hrvatskom jeziku
Dativ se koristi kao:
- Neizravni objekt

Dao sam ti pismo.
Učini mi uslugu.
- Dativ bliskosti, interesa ili etički dativ; koriste se lične zamjenice kao znak bliskosti

Eno ti majke!
Kako si mi?
- Posvojni dativ ili dativ posesivni izriče pripadnost imeničkim atributom u dativu:

Bio je njima gospodar. (njihov)
Uzeo joj je knjige. (njezine).
- Dativ smjera ili direktivnosti je priložna oznaka i govori o osnovnome značenju dativa - usmjerenju:

prići cilju, okrenuti se njemu, ići kući
- Dativ namjene označava davanje, neizravan objekt i namjenu nekome:

kupiti joj, obećati sinu, pokloniti se Bogu
- Dativ koristi ili štete podvrsta je dativa namjene i govori o tome kako se nešto čini na štetu ili korist nekomu:

pomagati siromašnima, oteti bogatima
- Dativ s infinitivom zastarjela je konstrukcija:

Valja nam poći, što nam je činiti?
- Emfatični dativ dolazi u zakletvama i prisegama, sličan je posvojnome dativu:

tako mi svega, majke mi
- Pridjevna dopuna

Bila je prekrasna, slična zvijezdama na nebu.
- S prijedlozima:

k, usprkos, unatoč
nadomak, nadohvat, usuprot, protiv, naprama, naprema, prema
Neki glagoli zahtijevaju dativ:
činiti se, lagati, gaditi se, smučiti se, nedostajati, pomagati, prijati, goditi, sviđati se, svidjeti se, dopadati se, vjerovati... i njihove izvedenice i drugi oblici.
Kod imenica jednine ženskog roda u dativu često dolazi do glasovne promjene koja se zove sibilarizacija ili druga palatalizacija.